# Olga Viza López
Olga Viza López   (Barcelona, 18 d'agost de 1958) és una periodista catalana.

## Biografia
Va estudiar a l'Escola Virolai. Va debutar a TVE el gener de 1978, quan encara no havia finalitzat els seus estudis de Periodisme, concretament en l'espai Polideportivo, dirigit per Josep Fèlix Pons. En els següents anys, alternaria la informació esportiva, amb incursions esporàdiques en altres gèneres televisius, com el programa musical Exterior dia (1981). Des del programa esportiu Estadio 2, durant la segona meitat dels anys vuitanta i principis dels noranta, va tenir ocasió de narrar els esdeveniments esportius més importants, des del Mundial de Futbol d'Espanya fins als Jocs Olímpics de Barcelona. Tot això compatibilitzat amb la informació esportiva en el Telediario entre 1987 i 1992. Al setembre d'eixe últim any, va fitxar per Antena 3.
Fins a juny de 1998 presentà l'edició de notícies de migdia d'Antena 3. Durant les temporades 1993-1994 i 1994-1995 va estar acompanyada en aquesta tasca per José Antonio Gavira. El setembre del 1998 tornà a la informació esportiva en la segona edició de Notícias, al costat del director general d'informatius Ernesto Sáenz de Buruaga. Un any més tard, en aquesta mateixa edició, copresenta la informació general. El gener de 2001 es retroba amb Matías Prats, amb qui havia retransmès els Jocs Olímpics de Barcelona 92, en l'informatiu Notícias 1. Roman en aquesta edició fins a setembre de 2003, l'última temporada, acompanyada per Manu Carreño.
La seva marxa coincideix amb un procés de reestructuració de la cadena, que va suposar l'engegada d'un ERO, encara que ella l'havia abandonat setmanes abans, després de no trobar un espai al qual incorporar-se. En Antena 3 Internacional va presentar el programa Gente de Palabra. Després d'un breu pas per Telecinco amb el programa No es lo mismo (2004), va anar a La Sexta, on es va fer càrrec del programa d'entrevistes Habitación 623 a principis de 2006.
Entre 2004 i 2006 va presentar el magazín vespertí El Tranvia d'Olga a Radio 1 RNE, en el qual col·laborava Javier Capitán. En la temporada 2006-2007 va estar al capdavant del programa matinal Las Mañanas de Radio 1 de RNE.
En la seva carrera destaca l'especialitat en esports: sis Jocs Olímpics, tres Mundials, proves del Campionat Mundial de Motociclisme i del Campionat Mundial de Fórmula 1, i també tornejos de gimnàstica, tennis i golf. Al setembre de 2007 va fitxar pel periòdic esportiu Marca, on publicava una entrevista cada setmana.
El 3 de març de 2008 va moderar el segon debat electoral entre el President del Govern d'Espanya José Luis Rodríguez Zapatero i el líder de l'oposició Mariano Rajoy. En 2009 tornà a televisió, incorporant-se a la cadena autonòmica Aragón TV.

## Premis i reconeixements
- Premi Ondas nacional de televisió 1995 (ex aequo)[3]
- Premi ATV 2002 a la millor comunicadora de programes informatius
- Premi Nacional de Comunicació 2022 "en reconeixement de la seva llarga trajectòria de 40 anys de professió en els quals ha estat un referent per a dones periodistes amb la seva feina en un àmbit especialment masculinitzat com és el periodisme esportiu".[4]